# Саяпин, Владислав Сергеевич
Владислав Сергеевич Саяпин (род. 8 мая 1995) — белорусский самбист и дзюдоист, призёр первенств Беларуси по дзюдо среди кадетов, юниоров и молодёжи, призёр первенства Европы по самбо среди юношей, чемпион и призёр чемпионатов Европы, призёр розыгрышей Кубка Европы по самбо, победитель и призёр розыгрышей Кубка мира по самбо, призёр чемпионатов мира по самбо, победитель и призёр международных турниров, мастер спорта Республики Беларусь международного класса. По самбо выступает в весовых категориях до 68-71 кг. Наставниками Саяпина являются И. Комаров и И. Комарова.